# رشته‌کوه بارگوزین
رشته‌کوه بارگوزین (انگلیسی: Barguzin Range) یک رشته‌کوه در استان بوریاتیای کشور روسیه است.